# Шульц, Бастиан
Бастиан Шульц (нем. Bastian Schulz; 10 июля 1985, Ганновер) — немецкий футболист, полузащитник клуба «Вольфсбург II».

## Карьера
Шульц начал свою карьеру в «Ганновере 96» летом 1997 года в молодёжной команде, и вошёл в основную команду клуба в июне 2008 года.
20 июня 2009 года объявил о том, что, после 12 лет, он меняет клуб, и подписывает трёхгодичный контракт с «Кайзерслаутерном». Шульц выступал за «Кайзерслаутерн» два сезона, сыграл 26 матчей, и, по достижении 26 лет перебрался в команду из Лейпцига «Ред Булл», в тот момент находящуюся в четвёртом дивизионе немецкого футбола — Региональной лиге «Север». Сумма трансфера осталась в секрете.

## Внешняя ссылка
- Статистика игрока на сайте Fussballdaten.de (нем.)
- Профиль на сайте Soccerway (англ.)
- Профиль игрока и профиль тренера (англ.) на сайте Transfermarkt